# Matt Barkley
Matthew Montgomery Barkley, detto Matt (Newport Beach, 8 settembre 1990), è un giocatore di football americano statunitense che milita nel ruolo di quarterback per i Buffalo Bills della National Football League (NFL). Fu scelto nel corso del quarto giro (98º assoluto) del Draft NFL 2013 dai Philadelphia Eagles. Al college ha giocato a football alla University of Southern California.

## Carriera universitaria
Barkley giocò a USC dal 2009 al 2012. Dopo una stagione 2011 in cui passò 39 touchdown e soli 7 intercetti, all'alba della stagione 2012 era considerato il favorito numero 1 per la vittoria dell'Heisman Trophy. Ad inizio stagione, USC era la squadra al primo posto nel ranking, ma una sconfitta per 21-14 con la Stanford University (numero 21 del tabellone) tolse ogni possibilità alla squadra di raggiungere la finale per il titolo nazionale. USC perse 5 gare quell'anno, compresa la prima sconfitta contro UCLA negli ultimi sei anni. Barkley fu costretto a uscire dalla partita con un infortunio alla spalla, concludendo la sua stagione regolare. Il 27 dicembre 2012, il capo-allenatore Lane Kiffin annunciò che Barkley non avrebbe giocato nel Sun Bowl a causa di quell'infortunio, terminando così la sua esperienza nel football universitario.

## Carriera professionistica

### Draft NFL 2013
Malgrado fosse previsto come una delle prime cinque selezioni del Draft NFL 2012, Matt Barkley decise di rimanere a USC per la sua ultima stagione. Ad aprile 2012 veniva pronosticato come prima scelta assoluta del Draft 2013 ma dopo una stagione 2012 non a livello della precedente scese nelle previsioni degli analisti fino ad essere selezionato a sorpresa solo nel quarto giro da parte dei Philadelphia Eagles.

### Philadelphia Eagles
Barkley iniziò la stagione come terzo quarterback nelle gerarchie della squadra dietro Michael Vick e Nick Foles. Dopo che Vick si infortunò e Foles lo sostituì come titolare, nella settimana 7 contro i Dallas Cowboys lo stesso Foles si infortunò nel secondo tempo, dando a Barkley la possibilità di debuttare come professionista. Questi, nell'ultimo periodo di gioco, completò alcuni buoni passaggi, terminando con 129 yard passate ma subendo anche tre intercetti che affossarono ogni speranza di rimonta degli Eagles. La settimana successiva subentrò nuovamente a gara iniziata, questa volta per l'infortunato Vick, completando 17 passaggi su 26 tentativi per 158 yard e subendo un intercetto nella finale di gara, con gli Eagles che furono sconfitti dai New York Giants. Quella fu la sua ultima presenza nella sua stagione da rookie. Nella successiva scese in campo solo nella settimana 10 contro i Carolina Panthers, sbagliando l'unico passaggio tentato.

### Arizona Cardinals
Il 4 settembre 2015, Barkley fu scambiato con Arizona Cardinals per una scelta del settimo giro del Draft 2016, del sesto nel caso fosse rimasto nel roster attivo della squadra per almeno sei gare, cosa avvenuta il 17 ottobre 2015. Il 3 settembre 2016 fu svincolato.

### Chicago Bears
Barkley firmò con la squadra di allenamento dei Chicago Bears il 4 settembre 2016, venendo promosso nel roster attivo il 22 settembre. Dopo l'infortunio del quarterback di riserva Brian Hoyer contro i Green Bay Packers il 20 settembre 2016, Barkley fece la sua prima apparizione con la maglia dei Bears, completando 6 passaggi su 15 per 81 yard e subendo due intercetti. Dopo che anche Jay Cutler subì un grave infortunio, Barkley fu nominato titolare per la gara della settimana 12 contro i Tennessee Titans in cui passò 316 yard, i primi 3 touchdown in carriera e subì 2 intercetti, sfiorando la rimonta dopo che Chicago si era trovata in svantaggio di 20 punti. La settimana successiva guadagnò la prima vittoria battendo i San Francisco 49ers in un Soldier Field innevato.

### San Francisco 49ers
Il 10 marzo 2017, Barkley firmò un contratto biennale con i San Francisco 49ers. Il 1º settembre 2017 fu svincolato.

### Cincinnati Bengals
Il 17 marzo 2018, Barkley firmò un contratto biennale con i Cincinnati Bengals. Fu svincolato il 12 settembre 2018 dopo un infortunio a un ginocchio.

### Buffalo Bills
Il 31 ottobre 2018 Barkley firmò con i Buffalo Bills. Dopo l'infortunio del quarterback titolare Josh Allen e le prestazioni negative della riserva Nathan Peterman, Barkley fu nominato partente della gara del decimo turno contro i New York Jets guidando la squadra a una larga vittoria con 232 yard passate, 2 touchdown e nessun intercetto subito. Il 41-10 finale fu la maggiore vittoria esterna per i Bills dal 2011 e interruppe una striscia di 4 sconfitte consecutive.

### Tennessee Titans
Il 5 agosto 2021 Barkley firmò un contratto biennale con i Tennessee Titans.